# Championnat d'Ukraine de football de deuxième division 2020-2021
Navigation
Édition précédente Édition suivante
La saison 2020-2021 de Percha Liha est la trentième édition de la deuxième division ukrainienne. Elle prend place entre le 5 septembre 2020 et le 12 juin 2021, incluant une trêve hivernale de trois mois entre le 5 décembre 2020 et le 5 mars 2021.
Pour cette édition, seize clubs du pays sont regroupés au sein d'une poule unique où ils s'affrontent à deux reprises, à domicile et à l'extérieur, pour un total de 240 matchs, soit trente chacun.
En fin de saison, les trois premiers au classement sont directement promus en première division, tandis que les deux derniers du classement sont directement relégués au troisième échelon.

## Clubs participants
Légende des couleurs
- Promu de troisième division

| Club                         | Présent depuis | Classement 2019-2020 | Stade               | Capacité théorique |
| ---------------------------- | -------------- | -------------------- | ------------------- | ------------------ |
| Ahrobiznes Volotchysk        | 2018           | 4                    | Stade Younist       | 2 700              |
| Volyn Loutsk                 | 2017           | 5                    | Stade Avanhard      | 12 080             |
| Obolon Kiev                  | 2015           | 6                    | Obolon Arena        | 5 100              |
| Metalist 1925 Kharkiv        | 2018           | 7                    | Stade Metalist      | 40 003             |
| Avanhard Kramatorsk          | 2015           | 8                    | Stade Prapor        | 6 000              |
| Hirnyk-Sport Horichni Plavni | 2014           | 9                    | Stade Younist       | 2 500              |
| Tchornomorets Odessa         | 2019           | 10                   | Stade Tchornomorets | 34 164             |
| MFK Mykolaïv                 | 2011           | 11                   | Stade central       | 15 600             |
| Prykarpattia Ivano-Frankivsk | 2018           | 12                   | MCS Rukh            | 15 000             |
| Kremin Krementchouk          | 2019           | 13                   | Stade Kremin        | 1 500              |
| Nyva Ternopil                | 2020           | 1 (D3, groupe A)     | Stade municipal     | 15 150             |
| VPK-Ahro Chevtchenkivka      | 2020           | 1 (D3, groupe B)     | Stade Meteor        | 24 381             |
| Polissia Jytomyr             | 2020           | 2 (D3, groupe A)     | Stade central       | 5 928              |
| Krystal Kherson              | 2020           | 2 (D3, groupe B)     | Stade Krystal       | 3 400              |
| Veres Rivne                  | 2020           | 3 (D3, groupe A)     | Stade Kolos         | 850                |
| Alians Lypova Dolyna         | 2020           | 3 (D3, groupe B)     | Stade Ioubileïny    | 25 830             |

## Compétition

### Critères de départage
Les équipes sont classées en premier lieu selon leur nombre de points. Ceux se répartissent sur la base de trois points pour une victoire, un pour un match nul et zéro pour une défaite.
Pour départager les équipes à égalité de points, les critères suivants sont utilisés :
1. Résultats lors des confrontations directes (dans l'ordre : points obtenus, différence de buts puis buts marqués) ;
2. Différence de buts générale ;
3. Buts marqués.

### Classement
| Rang | Équipe                       | Pts | J  | G  | N | P  | Bp | Bc | Diff |
| ---- | ---------------------------- | --- | -- | -- | - | -- | -- | -- | ---- |
| 1    | Veres Rivne P                | 68  | 30 | 21 | 5 | 4  | 56 | 21 | +35  |
| 2    | Tchornomorets Odessa         | 61  | 30 | 18 | 7 | 5  | 45 | 23 | +22  |
| 3    | Metalist 1925 Kharkiv        | 56  | 30 | 16 | 8 | 6  | 36 | 22 | +14  |
| 4    | MFK Mykolaïv                 | 53  | 30 | 15 | 8 | 7  | 49 | 23 | +26  |
| 5    | Ahrobiznes Volotchysk        | 52  | 30 | 15 | 7 | 8  | 46 | 27 | +19  |
| 6    | Alians Lypova Dolyna P       | 51  | 30 | 14 | 9 | 7  | 46 | 31 | +15  |
| 7    | Volyn Loutsk                 | 46  | 30 | 13 | 7 | 10 | 39 | 28 | +11  |
| 8    | Obolon Kiev                  | 43  | 30 | 13 | 4 | 13 | 44 | 35 | +9   |
| 9    | Hirnyk-Sport Horichni Plavni | 38  | 30 | 11 | 5 | 14 | 43 | 45 | -2   |
| 10   | VPK-Ahro Chevtchenkivka P    | 37  | 30 | 11 | 4 | 15 | 30 | 48 | -18  |
| 11   | Polissia Jytomyr P           | 35  | 30 | 9  | 8 | 13 | 32 | 37 | -5   |
| 12   | Avanhard Kramatorsk          | 32  | 30 | 9  | 5 | 16 | 32 | 51 | -19  |
| 13   | Nyva Ternopil P              | 31  | 30 | 8  | 7 | 15 | 30 | 50 | -20  |
| 14   | Prykarpattia Ivano-Frankivsk | 30  | 30 | 8  | 6 | 16 | 25 | 45 | -20  |
| 15   | Kremin Krementchouk          | 24  | 30 | 6  | 6 | 18 | 23 | 50 | -27  |
| 16   | Krystal Kherson P            | 13  | 30 | 3  | 4 | 23 | 21 | 61 | -40  |

- 1er à 3e : Promotion en première division
- 4e : Rétrogradation administrative
- 16e : Relégation en troisième division

Abréviations
1. ↑  Le MFK Mykolaïv quitte volontairement la compétition au terme de la saison pour des raisons financières[1].